# Theobald von Schroetter
Ferdinand Theobald Freiherr von Schroetter (auch: Schrötter; * 11. Januar 1820 in Marienwerder; † 21. Mai 1881 in Wiesbaden) war preußischer Generalmajor und zuletzt Kommandeur des 70. Infanterieregiments.

## Leben

### Herkunft
Sein Großvater war der preußische Justizminister Karl Wilhelm von Schrötter. Seine Eltern waren der Oberlandesgerichtsrat, Geheime Justizrat sowie Ritter des Johanniterordens, Ferdinand Ludwig Dietrich Wilhelm von Schroetter (* 20. Juni 1785; † 13. August 1863) und dessen Ehefrau Marie Elisabeth, geb. Wedecke (* 1. September 1789; † 19. Februar 1849), der Tochter des lutherischen Theologen und Rektors der Universität Königsberg Johann Christoph Wedeke. Sein Bruder Eduard (1822–1886) wurde Jurist und Landrat, sein Bruder Bruno (1816–1888) war Verwaltungsjurist und Richter.

### Werdegang
Er erhielt seine Schulbildung auf dem Gymnasium in Marienwerder. Nach seinem Abschluss ging er am 7. April 1838 als Freiwilliger in das 33. Infanterieregiment. Dort wurde er am 1. November 1838 zum Portepeefähnrich und am 25. Februar 1841 zum Seconde-Lieutenant befördert. Vom 1. Oktober 1843 bis zum 30. September 1844 war er in das 1. Kombinierte Reserve-Bataillon abkommandiert. Nach seiner Rückkehr wurde er am 1. Juni 1845 für sechs Wochen in das III. Bataillon des 1. Garde-Landwehrregiments abkommandiert. Anschließend wurde er am 30. Juni 1849 zum Adjutanten des II. Bataillon ernannt, aber vom 26. August 1849 bis zum 1. Februar 1857 war er als Regimentsadjutant eingesetzt. In dieser Zeit wurde er am 11. März 1854 zum Premier-Lieutenant befördert. Vom 15. April bis zum 30. September 1857 war er in das Infanterie-Lehr-Bataillon abkommandiert. Anschließend kam er vom 10. April 1858 bis zum 14. Juli 1859 als Kompanieführer in das Landwehr-Bataillon des 33. Infanterieregiment nach Bartenstein. In dieser Zeit wurde er am 17. April 1858 zum Hauptmann befördert. Von dort kehrte er am 1. Juli 1860 als Kompaniechef in das 33. Infanterieregiment zurück.
Während des Deutschen Krieges von 1866 kämpfte er bei Münchengrätz und Königgrätz. Nach dem Krieg wurde er am 30. Oktober 1866 als Major in das Grenadierregiment Nr. 4 versetzt, am 20. September 1868 kam er als Kommandeur in das I. Bataillon. Während des Deutsch-Französischen Krieges kämpft er bei Colombey, Noisseville und Amiens, wo er verwundet wurde. Ferner befand er sich bei der Belagerung von Metz sowie dem Gefecht bei Serpigny. Dafür erhielt er am 23. September 1870 das Eiserne Kreuz 2. Klasse und am 18. Januar 1871 die Beförderung zum Oberstleutnant.
Nach dem Krieg wurde er am 18. März 1873 zum Oberst befördert und als Kommandeur in das 70. Infanterieregiment versetzt. Er wurde am 15. September 1877 den Kronen-Orden 2. Klasse. Am 13. April 1878 bekam er seinen Abschied mit dem Charakter als Generalmajor und einer Pension. Am 4. Januar 1879 wurde er mit Pension zur Disposition gestellt.

### Familie
Schroetter heiratete am 3. März 1861 in Thorn Josephine Grischow (* 6. September 1830; † 28. Februar 1913). Das Paar hatte mehrere Kinder:
- Friedrich Ferdinand Theobald (* 17. Januar 1862; † 4. Februar 1944), Dr. Phil., Numismatiker ⚭ 1896 Martha Emilie (Lili) Eleonore Karoline Klein (* 5. Dezember 1864)
- Theobald Bruno Adalbert (* 18. Juni 1863), Oberst und Kommandeur der 1. Garde-Infanterie-Brigade ⚭ 1889 Helene Ernestine Josephine Elisabeth Firmhaber (* 19. Januar 1867)